# Coucou (jeu de cartes)
Pour les articles homonymes, voir Coucou (homonymie).
Le coucou, appelé aussi as qui court ou hère, est un jeu de cartes traditionnel nécessitant un jeu de 32 ou de 52 cartes, selon le nombre de joueurs qui peut varier de cinq jusqu'à vingt. Il présente l'originalité de ne se jouer qu'avec une seule carte en main. En tant que jeu d'élimination, un seul des joueurs peut gagner la partie et, le cas échéant, en emporter l'enjeu.

## Le jeu de cartes
À cinq ou six joueurs on utilise un jeu de 32 cartes, et au-dessus un jeu de 52 cartes. La couleur n'est pas prise en compte, seul le rang des cartes ayant de l'importance.
Que le jeu utilisé soit de 32 ou de 52 cartes, la carte la plus basse demeure toujours l'as et la plus haute le roi. Ainsi, avec 32 cartes le sept devient immédiatement supérieur à l'as.

## Donne
Le premier donneur de la partie est déterminé par le sort – selon une convention entre les joueurs. Il distribue, dans le sens contraire des aiguilles d'une montre, en commençant par le joueur situé à sa droite, une carte à chacun et trois pour lui-même – ce qui constitue un avantage au donneur.
Celui-ci après avoir consulté ses trois cartes, conserve la plus haute et place les deux autres, faces cachées, sous le talon. Il pose ensuite le talon entre lui et le joueur à sa droite, prochain donneur au coup suivant.
À ce moment, tous les joueurs ont seulement une carte en main.

## Déroulement du jeu
Chaque joueur prend connaissance de sa carte, puis le premier en cartes, (le joueur situé à droite du donneur), commence à jouer.
Il peut décider de conserver la carte en main s'il estime sa valeur assez forte. Dans ce cas il annonce : « Je garde », et suit le tour du joueur situé à sa droite de jouer. Si par contre il estime sa valeur trop faible, il peut l'échanger avec son voisin de droite, lui annonçant : « Je change ». Le voisin ne peut refuser l'échange sauf s'il cache un roi, dans quel cas il ne le montre pas mais annonce « Coucou ! » au demandeur qui doit alors garder sa carte. Si le voisin ne dit pas « Coucou ! » les deux joueurs procèdent à l'échange de leur carte.
Chaque joueur procède ainsi à son tour avec son voisin de droite. Le dernier, celui des joueurs placé à la gauche du donneur, n'échange pas sa carte avec celui-ci, mais avec celle du dessus du talon. Si cette dernière se révèle un roi, l'échange devient impossible et le joueur doit garder sa carte.
Le donneur est tenu de garder sa carte, ayant profité du privilège de choisir la sienne parmi trois cartes au moment de la donne.
Les échanges étant ainsi terminés, tous révèle alors leur carte et le ou les perdants du coup sont déterminés par la carte la plus faible.

## Marque
Au début de la partie, les joueurs reçoivent chacun un nombre égal de jetons convenus – par exemple cinq.
À la fin de chaque coup, le ou les perdants déposent un de leurs jetons dans une corbeille. Lorsqu'un joueur a épuisé ses jetons, il doit se retirer du jeu – il est éliminé. Le nombre de joueurs participant au jeu va ainsi en diminuant coup après coup, sauf dans le cas où tous les joueurs ont une carte de même hauteur.

## Fin de partie, gagnant, enjeu
La partie se termine lorsqu'un seul joueur reste en jeu, tous les autres ayant été éliminés. Il gagne alors la partie et, si elle est intéressée, son enjeu.
Dans le cas où la partie est intéressée, chaque joueur au début de la partie dépose une somme convenue dans une corbeille. La poule ainsi constituée devient l'enjeu que le gagnant emportera. Plus le nombre de joueurs est important au départ et plus la somme en jeu est forte, ce qui fait qu'au coucou le gagnant emporte généralement une somme non négligeable alors que chacun des autres participants ne perdent qu'une somme relativement faible.
Le peu de risque financier et la simplicité du jeu ont fait classer le coucou dans la catégorie des jeux de distraction par M. Lebrun en 1828 dans son Manuel des jeux de calcul et de hasard, édité chez Roret.

## Durée de la partie
Si chaque coup joué reste rapide, la partie peut durer plus ou moins longtemps, le temps de jeu pouvant être ajusté par le nombre plus ou moins grand de jetons pris par les joueurs en début de partie suivant le nombre de participants. On trouve par exemple dans la littérature la mention d'une partie d'une durée de trois quarts d'heure.

## Autres appellations du jeu

### As qui court ou course à l'As
L'appellation as qui court est postérieure à celle de coucou, et n'apparaît dans la littérature que vers le milieu du XVIIIe siècle. Elle prend sa justification dans le fait que l'as comptant pour la plus basse des cartes circule de main en main jusqu'à revenir au talon sauf si, cependant, un roi ne la bloque pas en chemin.
Dans le recueil de règles de jeux, L'Arbitre des jeux, écrit par Méry en 1847, quelques points concernant l'as qui court en font une variante du coucou :
- le donneur ne prend qu'une carte au lieu de trois ;
- le joueur à gauche du donneur procède à l'échange avec le donneur ;
- le donneur ne peut échanger sa carte qu'avec le talon et seulement s'il a reçu un as du joueur précédent – être donneur est ici un désavantage ;
- celui qui tient en main un roi, refuse l'échange comme au coucou, par contre il n'annonce pas « Coucou ! » mais abat son roi. Ce dernier point est signalé par Méry comme seule différence entre l'as qui court et le coucou – les trois points précédents tels qu'il les décrit modifient pourtant de manière significative le jeu du donneur par rapport aux règles du coucou données dans les recueils de référence que sont L'Académie des jeux, édité pendant tout le XVIIIe siècle et le Dictionnaire des jeux de Jacques Lacombe paru en 1792.

### Hère
Alors que l'appellation coucou demeure celle adoptée par les ouvrages de références du XVIIIe siècle que sont l'Académie universelle des jeux et le Dictionnaire des jeux, l'Académie française ne l'a jamais introduite dans son dictionnaire lui préférant celle de hère.
Cependant, il devient impossible de déterminer avec certitude si le jeu de cartes présenté sous le nom de hère dès la première édition du dictionnaire de l'Académie française, en 1694, correspond au coucou ou à un autre jeu, faute d'informations suffisantes. Par contre la quatrième édition du même dictionnaire, en 1762, lève en partie l'ambiguïté en précisant que le hère désigne un jeu de cartes où un seul des joueurs gagne. La cinquième édition de 1798, en reprenant la définition précédente, précise « [...] On appelle aussi ce jeu l'As qui court. »
M. Lebrun, dans son Manuel des jeux de calcul et de hasard, édité en 1828, ne présente pas l'as qui court mais seulement le coucou avec les règles traditionnelles. Dans une note de bas de page, l'auteur signale que le coucou porte aussi le nom de her, précisant que lorsqu'on reçoit un roi au lieu de dire « coucou » on annonce « her ! ».